# ロヴァニャーテ
ロヴァニャーテ（イタリア語: Rovagnate）は、イタリア共和国ロンバルディア州レッコ県ラ・ヴァッレッタ・ブリアンツァに属する分離集落（フラツィオーネ）。
かつては独立した基礎自治体（コムーネ）であったが、2015年にペーレゴと合併し、新自治体の一部となった。

## 地理

### 位置
ロヴァニャーテ集落は県都レッコから南へ13kmの距離にある。
かつては独立のコムーネであり、モンテ（Monte）やマルペンサータ（Malpensata）などの集落をフラツィオーネとして含めていた 。コムーネ面積は 4.26 km2 、コムーネ人口は2,940人（2015年1月1日現在）であった。

#### 旧隣接コムーネ
隣接していたコムーネは以下の通り。
- カステッロ・ディ・ブリアンツァ
- モンテヴェッキア
- オルジャーテ・モルゴラ
- ペーレゴ
- サンタ・マリーア・オエ
- シルトリ